# Pycnotropis inca
Pycnotropis inca är en mångfotingart som först beskrevs av Chamberlin 1941.  Pycnotropis inca ingår i släktet Pycnotropis och familjen Aphelidesmidae. Inga underarter finns listade i Catalogue of Life.